# 카이샤도리스

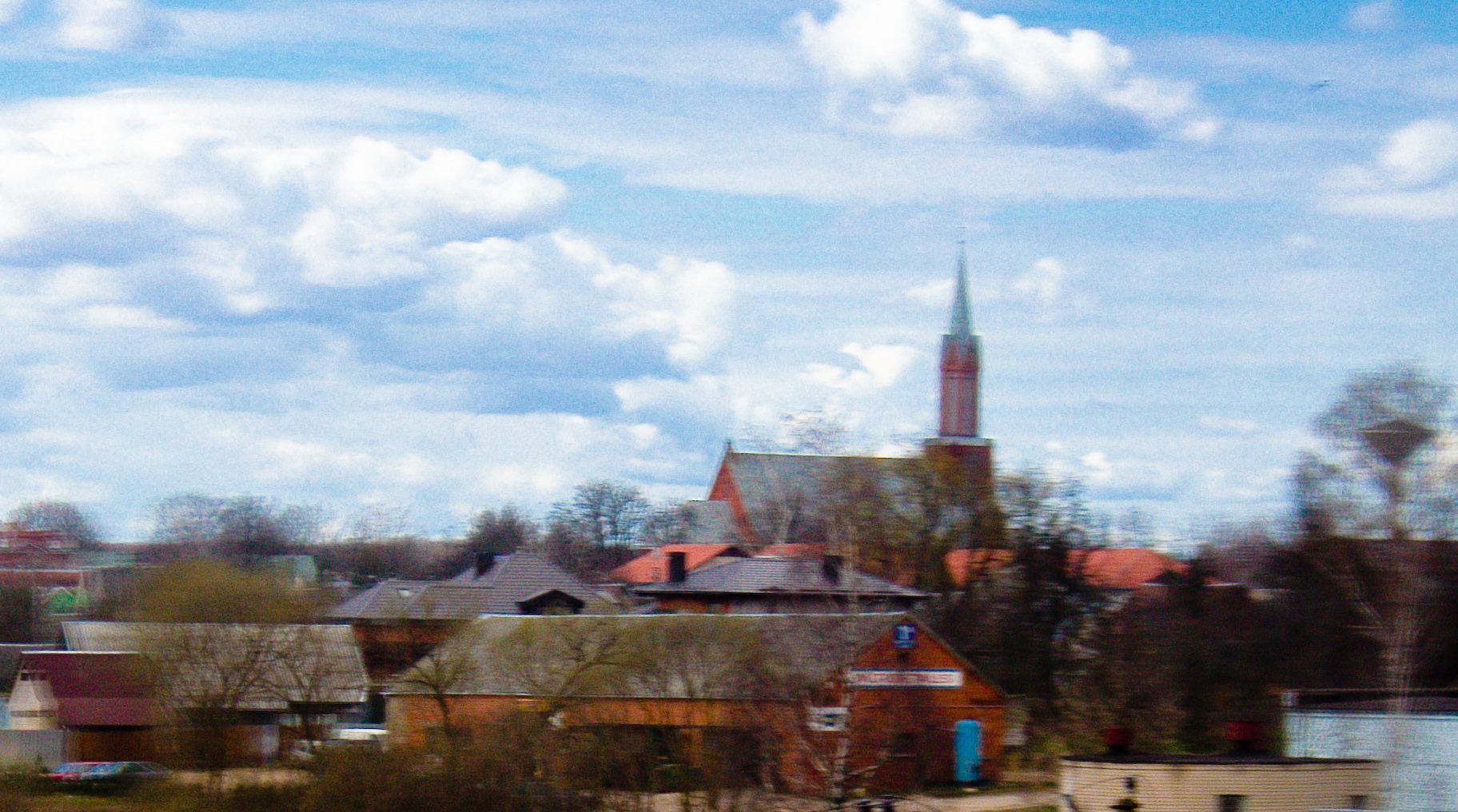
카이샤도리스

카이샤도리스(리투아니아어: Kaišiadorys)는 리투아니아 중부 카우나스주의 도시로 인구는 10,002명(2010년 기준)이다. 빌뉴스와 카우나스 사이에 위치한다. 도시 이름은 16세기에 이 곳에 거주했던 타타르족 출신의 귀족인 카이샤다르(Khaishadar)에서 유래된 이름이다.

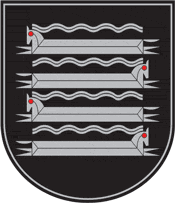
시 문장